# Internationale luchthaven Shenzhen Bao'an
De internationale luchthaven Shenzhen Bao'an (Chinees: 深圳宝安国际机场, Hanyu pinyin: Shēnzhèn Guójì Jīchǎng) is een luchthaven op 32 kilometer ten noordwesten van Shenzhen in het Luohu district, Guangdong, China.
In 2009 was het de op vier na drukste van geheel China wat betreft passagiers en de op drie na drukste wat betreft vracht. Er passeerden dat jaar 24.486.406 passagiers en 605.469 ton cargo. De luchthaven is een hub voor Jade Cargo International, Shenzhen Airlines en UPS Airlines en is een belangrijke locatie voor China Southern Airlines.
De luchthaven wordt aangevlogen door heel wat buitenlandse cargo luchtvaartmaatschappijen waaronder FedEd Express, Jade Cargo International (onder andere vanuit Schiphol), TNT Airways (vanuit Luik) en UPS Airlines.
De luchthaven is in volle uitbreiding. Richting Parelrivierdelta wordt tegen 2012 een nieuwe terminal en landingsbaan toegevoegd.